# Феникс
Феникс (старогрчки  — фоиникс, од староегипатског бену = „светлети“, латински phoenix) је по египатској митологији свето митолошко биће које има облик ватрене птице.
Према легенди, живи 500, 1461 или 12594 година (зависно од извора). Феникс је птица црвено-златне боје. Након краја животног круга феникс изгори, а из пепела настане млади феникс. Млади феникс пепео претвори у јаје и шаље га у град Хелиополис (грчки „Град сунца“) у Египту. Феникс се сам лечи кад је повређен, а то доказује његову бесмртност – симбол ватре.
Још једна особина му је да помоћу суза може излечити било какву рану.

## Више о птици фениксу
Птица феникс доспела је у грчке и римске митове из Египта. Тамо се звала „боину“ (чапља), а како је боравила уз мочваре, стари Египћани су сматрали да је рођена из воде, на коју су гледали као на прапочетни елемент, и то сама од себе, слично као што се само од себе, према њиховим схватањима, родило и сунце. Повезивањем тих елемената настало је веровање да је та птица једно од отелотворења сунца које након владања светом умире и увек се изнова рађа, појављујући се у бљештавој светлости зоре. У сложеним египатским схватањима власт сунца (а тако и краља, чак и умрлог) обнављала се у тридесетогодишњим циклусима, који су симболизовали људски век. Из боинуа развио се феникс Грка и Римљана. Сматрали су га птицом која је имала чудесну моћ да се сваких пет стотина година у свом гнезду спали, а из пепела устаје подмлађена за нови живот. Тако је постала симбол ускрснућа, које су примили и хришћани.
Постоје многи описи ове легендарне птице која никад није била виђена. Неки сматрају да је феникс првобитни пример ствари које се не могу видети (као што је нпр. Бог) већ се само могу разумети преко њихових имена или атрибута. Неки описују феникса као птицу величине орла; једну половину тела чини орао а другу половину фазан. Други кажу да феникс наликује чапљи, а трећи да је она збир најлепших делова тела свих птица света. Њено име потиче од грчке речи која означава црвену боју, јер се феникс везује за ватру и сунце. Описан је као златна или шарена птица. Неки кажу да феникс никада не једе. Други кажу да он само пије јутарњу росу. Многи верују да ова птица живи сама у Арабији или Етиопији. Али се сви слажу да је то птица огромне лепоте.
Најинтересантнија чињеница везана за ову птицу је да се она сматра бесмртном и да се поново рађа из пепела сваке тристоте или петстоте године. Када се ближи крај њеном животном циклусу, феникс скупља ароматичне траве, дрво и зачине из целога света од којих ће начинити за себе ломачу или гнездо. Седећи на гнезду, он би запалио ватру машући крилима или уз помоћ сунчевих зрака. Када његово старо тело сагори, феникс се поново рађа из црва, своје коштане сржи или из јајета које би остало у пепелу, па би затим поново кренуо на свој животни пут од следећих пет стотина година. Према неким легендама, поновно рођени феникс би понео своје старе кости у Хелиополис, град сунца у Египту, где би ове биле сахрањене праћене специјалним погребним ритуалима.
По јеврејској легенди фениксово име је милкам. Према традицији, пошто је Ева појела забрањено воће, постала је љубоморна на бесмртност и честитост других створења у врту. Због тога је наговорила све животиње из врта да поједу воћку са забрањеног дрвета како би је пратиле у њеном паду, све је успела да наговори осим феникса. Бог је наградио феникса тако што му је дао утврђени град где ће живети у великом миру следећих 1000 година. На крају овог периода од хиљаду година, феникс би сагорео у ватри и био поново рођен из јајета које је после њега остало у пепелу. Једна друга јеврејска легенда каже да на крају сваког периода од 1000 година фениксово тело се постепено смањује, губећи перје постаје мала беба феникс која поново израсте у велику птицу. У сваком случају за анђела смрти феникс је недодирљив.
У Египту је феникс познат под именом бену или бинв. Он је симбол бога сунца и повезан је са Озирисом, владарем доњег света. Озирис који је и сам васкрсао, предао је бену тајне бесмртности. У Египту је бену коришћен као симбол за друге циклусе као што су они везани за излазак и залазак сунца као и за годишње изливање Нила.
Сваких 500 година, бену би одлетао у сунчани храм у Хелиополису где су га свештеници чекали да му помогну. Птица би затим подигла велику ломачу од зачина, попела се на њу и допустила сунчевим зрацима да је сагоре. Из пепела би се се родио црвић од кога би до краја тог дана нарастао одрасли бену.
Кинеска птица фенг-хуанг је највероватније иста птица као и феникс. Она је направљена од свих најпожељнијих делова свих овоземаљских створења: врата змије, главе ждрала, змајевих пруга, репа рибе, оклопа корњаче, ластиног гркљана и петловог кљуна. Ова птица се може видети само у мирним и благородним временима. Понекад је приказивана са ватреном лоптом представљајући тако везу са сунцем. То је царска птица и назива се скерлетном птицом.
Фенг-хуанг живи у краљевству мудрих које се налази негде у источној Кини. Он пије најчистију воду и једе само бамбус. Кад год он запева, сви певци света се придруже његовој песми. Његова коштана срж се сматра светом храном. Ова птица је заштитница кинеских владара. Мужјак фенг-хуанг симболише срећу а женка фенг-хуанг представља царицу. Пар фенг-хуангова симболизује брачно блаженство. При зачећу, ова изузетна птица дарује душу ембриону у мајчиној утроби. Таоисти су је звали „цинобер птицом“.
Где год да се нађе, феникс се повезује са ускрснућем, бесмртношћу, победом над свим недаћама и злим силама, због тога што израња из пепела. Тако је феникс постао омиљени симбол на раним хришћанским надгробним споменицима. У одељку 25 -26 његовог писма Коринћанима, Свети Климент, римски епископ, подржао је легенду о фениксу као потврду Христових моћи да васкрсава верујуће људе. Он цитира Јова кад овај каже: „Ти ћеш уздићи тело моје, које је претрпело све ове патње“ односно „Зато говорах: у својем ћу гнезду умрети, и биће ми дана као песка. Корен мој пружаше се крај воде, роса биваше по сву ноћ на мојим гранама. Слава моја помлађиваше се у мене, и лук мој у руци мојој понављаше се“ (Јов 29, 18-20).
На многим местима ће се наћи птица феникс како представља Христа. У многим земљама се веровало да у једном времену живи само један феникс. Он се рађа сам од себе и не прати природне законе репродукције. У средњем веку се веровало да феникс васкрсава из мртвих после три дана.
Често је приказиван као симбол Христа, са палминим дрветом (један симбол васкрсења) или како носи палмину гранчицу (симбол тријумфа живота над смрћу), или како носи маслинову гранчицу (симбол мира који Бог нуди људима).
Феникс симболизује поновно рођење, наду, честитост, брак, веру, постојаност, лето, вечност, бесмртност, и светлост. Он је представа космичке ватре из које је свет створен и у којој ће скончати. Римљани су осликавали лик феникса на новчићима и медаљама као знак њихове жеље да римско царство траје вечно. У руској фолклори феникс је познат исто као жар птица.